# جورج باسك
جورج باسك (بالإنجليزية: George Busk)‏ جراح وعالم بريطاني، ولد في 12 أغسطس، 1807 وتوفي في 10 أغسطس، 1886. اختص في دراسة علم الحيوان وعلم الأحياء القديمة.

## روابط خارجية
- جورج باسك على موقع إن إن دي بي (الإنجليزية)